# Röda bron (Chrami)

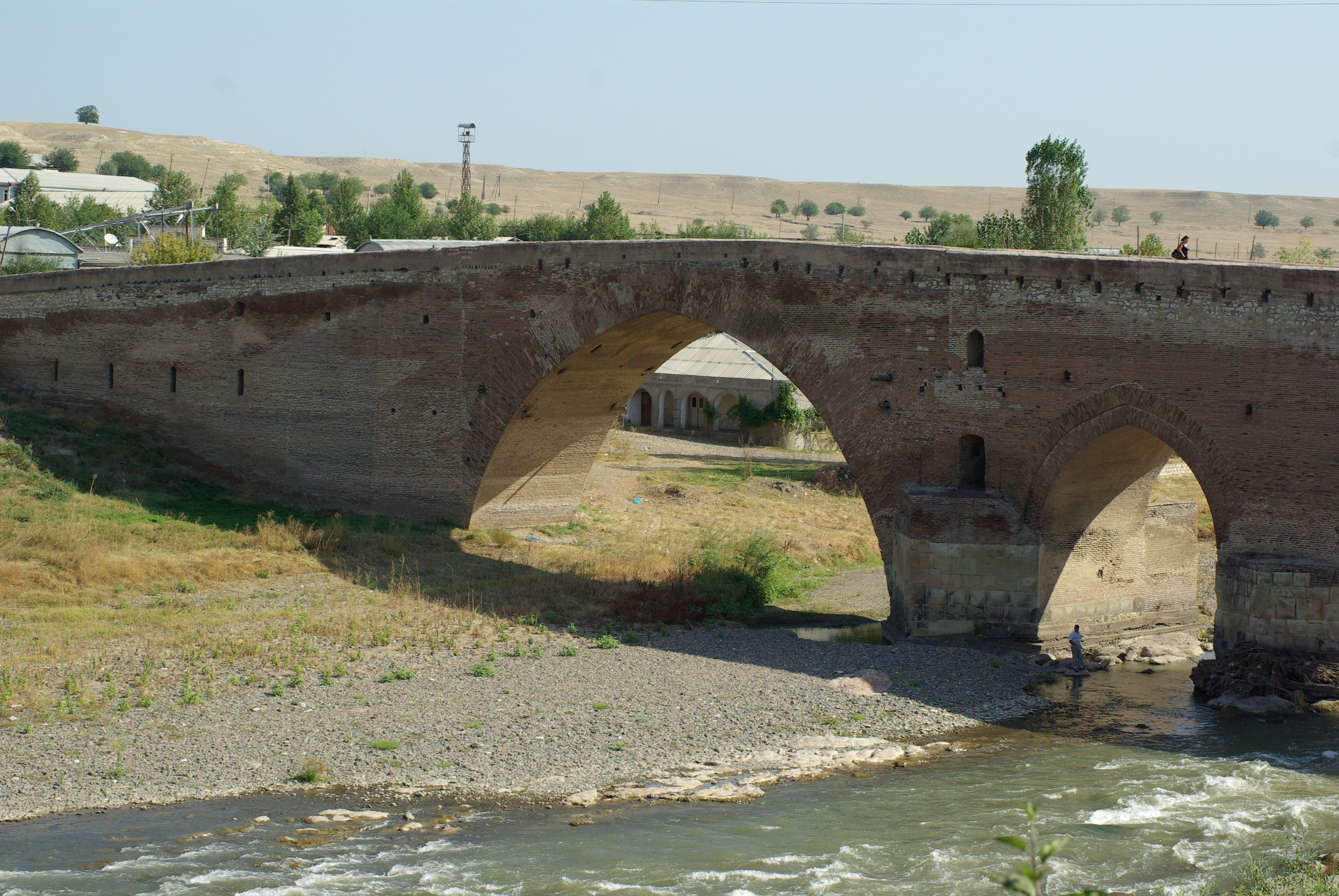
Röda bron.

Röda bron (georgiska: წითელი ხიდი: Tsiteli chidi, azerbajdzjanska: Qırmızı körpü, ryska: Красный мост: Krasnyj most) är en bro över floden Chrami vid gränsen mellan Georgien och Azerbajdzjan på vägen mellan Georgiens huvustad Tbilisi och Azerbajdzjans näst största stad Ganja. Namnet betyder på svenska röda bron på grund av färgen på bron som ligger i ingenmanslandet mellan de bägge gränsstationerna. Den röda bron användes fram till och med år 1996, då en ny, större bro tog över den tyngre trafiken. Under hela 1990-talet fram till och med år 2006 fanns en större gränsmarknad mitt emellan de bägge gränsstationerna. År 2006 stängdes, mycket kontroversiellt, marknaden ner.